# Overrun!
Overrun! est un jeu vidéo de type wargame créé par Gary Grigsby et publié par Strategic Simulations en 1989 sur Apple II et Commodore 64 puis porté sur Amiga et IBM PC. Le jeu se déroule en 1992 et simule des conflits hypothétiques en Europe et au Moyen-Orient qui impliquent des armes modernes ou d’un futur proche. Il propose huit scénarios ainsi qu’un éditeur de missions. Il est basé sur le moteur de jeu de Panzer Strike et de Typhoon of Steel,,.

## Système de jeu
Overrun! est un wargame qui simule des combats tactiques au Moyen-Orient , dans le contexte du conflit israélo-arabe, ou en Europe lors d’un conflit hypothétique se déroulant dans un futur proche,. Son système de jeu est dérivé de celui de Panzer Strike et Typhoon of Steel, qu’il adapte aux conflits de la seconde moitié du XXe siècle en y incluant des armes et des équipements plus modernes. Les forces disponibles dans le jeu correspondent aux armées des Etats-Unis, du Royaume-Uni, de la France, de l’Allemagne de l’Ouest, d’Israël, d’Iraq, d’Iran, des états arabes, de l’Union soviétique et des membres de pacte de Varsovie. Le jeu propose au total huit scénarios individuels. Il permet également de créer des scénarios personnalisés.
Le jeu se déroule à l’échelle tactique. Chaque unité représentée dans le jeu correspondant à un véhicule ou à une escouade et chaque tour de jeu représente une minute de combat. Chaque camp dispose d’une large variété d’unité couvrant une période allant de la Seconde Guerre mondiale à la fin du XXe siècle. Une partie se déroule sur une carte constituée de 40 x 90 cases carrées, chaque case représentant une zone de 50 x 50 yards et pouvant correspondre à l’un des 60 types de terrains disponibles dans le jeu. Les combats peuvent de plus modifier la configuration du terrain sur lequel ils se déroulent. Ainsi, un tir d’arme lourde peut mettre le feu à un bâtiment ou le transformer en un tas de débris, les zones boisées peuvent être incendiées et un tir d’artillerie peut créer un cratère qui ralentira les unités qui le traverse. La chaine de commandement, qui permet au joueur de transmettre ses ordres à ses unités, peut également être affectée par les combats. Le joueur peut ainsi perdre le contrôle d’une unité, du fait d’un brouillage des signaux radios par l’ennemi ou simplement à cause de la confusion des combats. De la même manière, la destruction du quartier général d’une unité en fait perdre le contrôle au joueur, celle-ci étant ensuite contrôlé par l’ordinateur jusqu’à la fin de la partie.